# Rubus orthostachys
Rubus orthostachys — вид квіткових рослин родини трояндових (Rosaceae).

## Поширення
Поширення: Німеччина, Польща, Бельгія, Люксембург, Франція, Швейцарія, Нідерланди, Чехія, Словаччина, Угорщина, Україна.
В Україні наводиться для Волинської, Львівської та Чернівецької областей, а також Житомирського Полісся, дуже рідко.

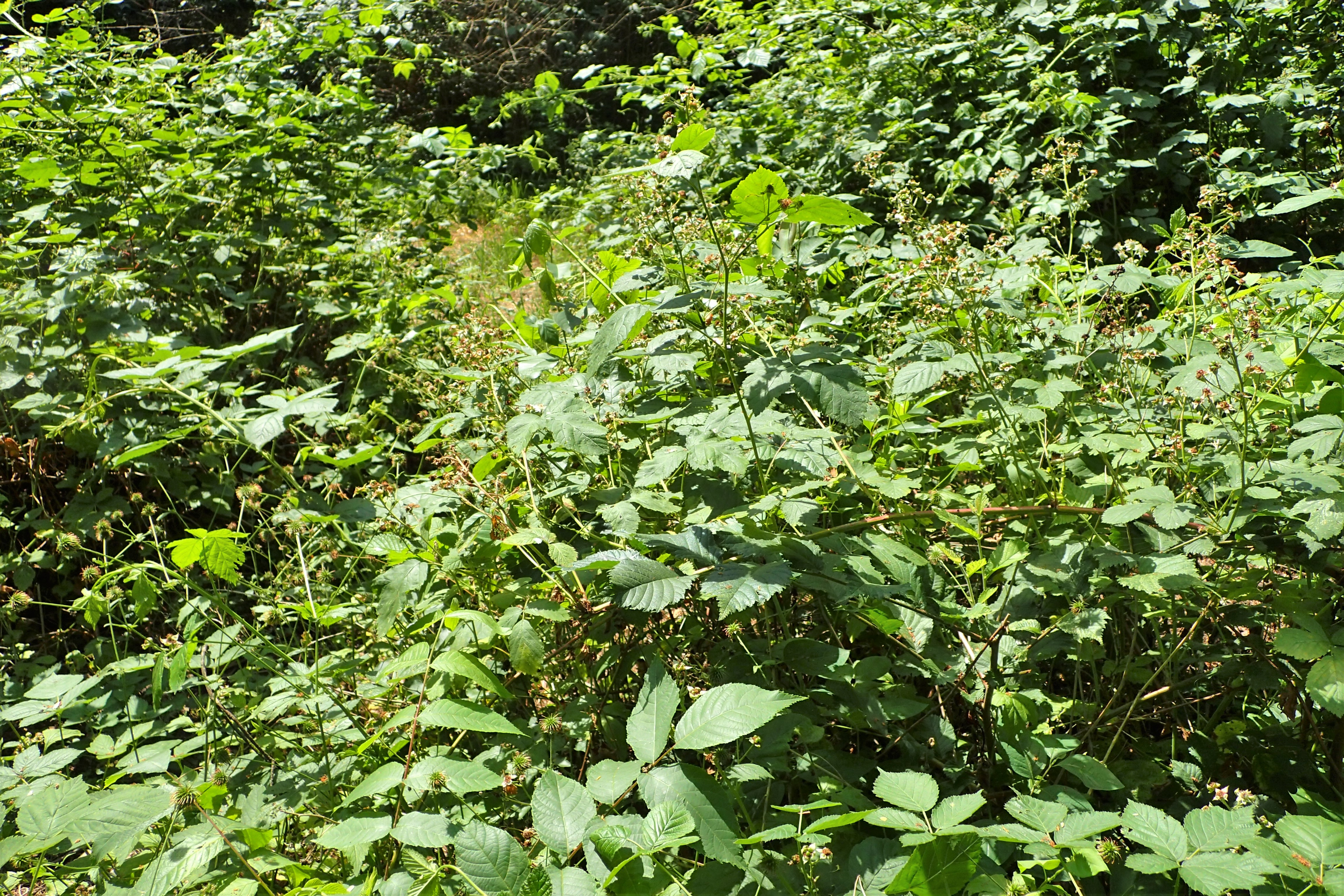
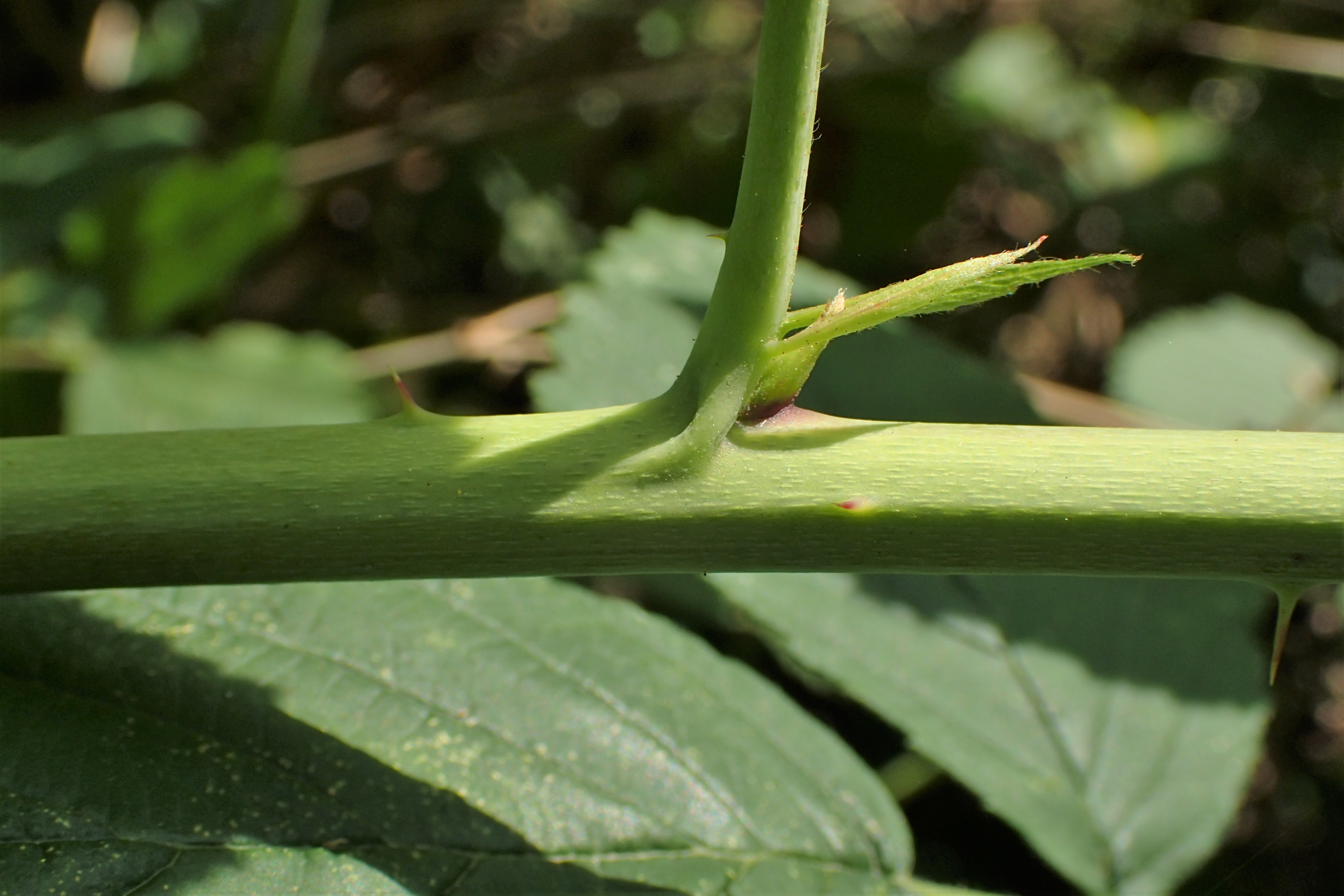